# Calyptothecium phyllogonioides
Calyptothecium phyllogonioides är en bladmossart som beskrevs av Noguchi och Li Xing-jiang 1988. Calyptothecium phyllogonioides ingår i släktet Calyptothecium och familjen Pterobryaceae. Inga underarter finns listade i Catalogue of Life.